# Julio Monterrubio Fernández
Julio Monterrubio Fernández (El Escorial, 4 de març de 1953) és un artista faller jubilat. S'inicia al taller de Ramón Primo Ferri, a Alzira, completant la seua formació a la Ciutat de l'Artista Faller de València als tallers de Josep Pascual Ibáñez i Josep Martínez Mollà. Planta la seua primera Falla gràcies a l'artista Miguel Santaeulalia Núñez, qui el presenta a la comissió Mendizábal de Burjassot.
En la seua producció artística es poden trobar Falles plantades en la secció especial de les Falles de València per a Convent Jerusalem - Matemàtic Marzal, Plaça del Pilar, Pediatra Jorge Comín - Serra Calderona i Monestir de Poblet - A. Albiñana. Durant la seua carrera ha aconseguit 6 primers premis en la màxima categoria. També ha plantat en la secció especial infantil per a les comissions Espartero-G.V. Ramon y Cajal, Cuba - Buenos Aires, Ceramista Ros-J.M. Mortes Lerma, Pediatra Jorge Comín - Serra Calderona i Duc de Gaeta - Pobla de Farnals. En 2019 rep la insígnia de plata del Gremi Artesà d'Artistes Fallers de València que la institució atorga als artistes fallers jubilats.
L'artista desenvolupa la seua carrera des del seu obrador a la ciutat d'Alzira. És en aquesta localitat on acumula una important i destacada trajectòria artística aconseguint el primer premi de secció especial als anys 1981 amb "La Violència" i 1989 amb "El Centenari" plantades per la comissió Camí Nou. Als mateixos exercicis aconsegueix el Ninot indultat de les Falles de la capital de La Ribera Alta. Pel que fa a cadafals infantils es fa amb el màxim guardó en 1997 amb "La pintura" plantada a la demarcació de Camí Nou i en 2012 amb "Cançó de bressol" en esta ocasió per a la comissió El Mercat.